# Constantin Drugă
Constantin Dudu Drugă (sinh ngày 27 tháng 2 năm 1990) là một cầu thủ bóng đá người România thi đấu ở vị trí hậu vệ cho Șirineasa.